# 周安 (永樂進士)
周安，浙江山阴人，明朝初期政治人物、進士出身。

## 生平
永乐十三年，登乙未科進士，改庶吉士，授工部侍郎。